# Daumelle
Die Daumelle [dumelle], Daumenelle oder Dammel war ein österreichisches Längenmaß und galt in Kärnten.
Im Sachsenspiegel wurde es bereits als Höhen- und Längenmaß erwähnt.  Gemessen wurde ursprünglich die Daumenelle vom Ellenbogen bis zur Daumenspitze. Keine Berühmtheit erlangte das doppelte Maß (2 Daumenellen) als Länge für den Eichenholzstock zur Züchtigung bei Stockhiebestrafe.
- 1 Daumelle = 2 ½ Fuß (wiener) = 415,32 Pariser Linien = 0,7903 Meter[4]
- 1 Daumelle = 19 Zoll 3 ½ Linien[5]